# Тося Маламуд

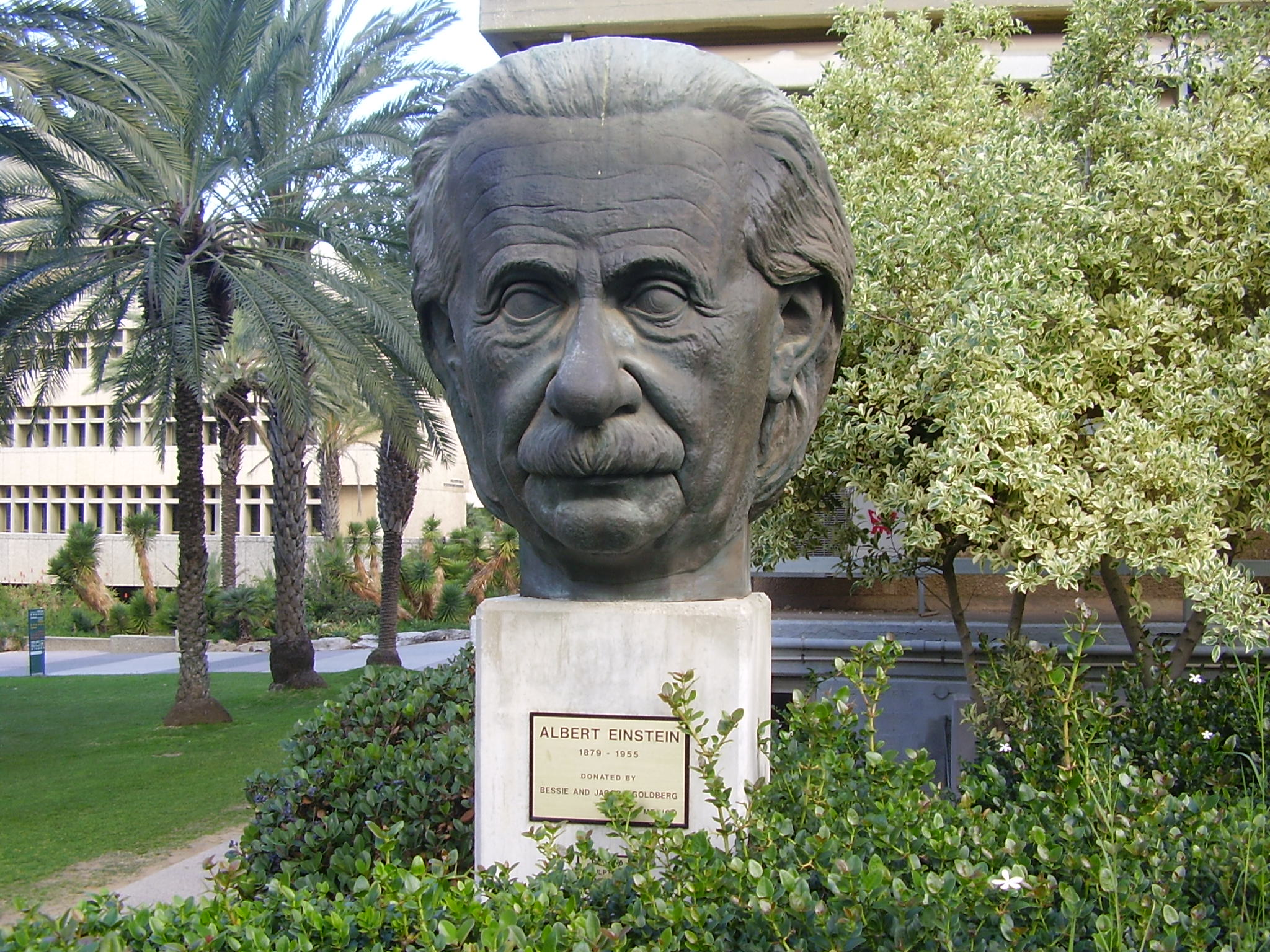
Бюст Альберта Ейнштейна Тосі Маламуд

Тося Маламуд (нар. 17 березня 1923, Вінниця — 16 липня 2008, Мехіко, Мексика) — мексиканська скульпторка українського походження, одна із перших жінок-випускниць мексиканської Національної школи мистецтв. Її сім'я іммігрувала до Мексики, коли їй було чотири роки, талант до мистецтва з'явився рано. Вступила до художнього коледжу всупереч побажанням батьків, який закінчила у 1943 році. Через сімейні зобов'язання її кар'єра почалася лише в середині 1950-х з двох важливих виставок, які привернули увагу критиків до її стилю. Відтоді і до смерті вона виставляла свої роботи в Мексиці та за кордоном. Маламуд також створювала великі та малі твори для громадських приміщень, і її вважали найкращим майсторм бюсту в Мексиці в той час. Крім зображень видатних людей, вона створила роботи, в основному присвячені питанням материнства, сім'ї та дитинства, які можна знайти в таких місцях, як Музей сучасного мистецтва (Мехіко) та Лікарні XXI століття у Мехіко. «La familia/Сім'я» стала знаковою для Мексиканського інституту соціального забезпечення, а «Viento/Вітер» для Музею сучасного мистецтва в Морелії.

## Життя
Маламуд народилася 17 березня 1923 року у Вінниці, як молодша дитина Ісаака Маламуда та Лізи Бакал. Сім'я втекла з України в 1927 році, коли їй було чотири роки, щоб уникнути притисків з боку радянського уряду. Того ж року вони приїхали до Мексики, і там її батько створив першу газету в друкарні на ідиші, де вийшла відома книга під назвою «Di Drai Vegn» («Три шляхи»), а також твори поетів, таких як Іцджак Берлінер, Яків Глатц та Мойше Гліковський.
Маламуд відвідувала початкову та середню школу в Мексиці і проявляла інтерес і талант до мистецтва у дуже ранньому віці. У середній школі вона мала можливість працювати в кераміці, де здивувала свого вчителя своєю здатністю ліпити людські фігури.
У 1940 році Маламуд вступила до Національної гімназії пластичних мистецтв всупереч побажанням батьків (історія мистецтв). В той час, це не вважалось гідним молодій жінці професійно вчитися мистецтву. Серед її професорів були художники Франціско Гоітя, Луіс Саагун і Бенджамін Коря, а також скульптори Фідіас Елізондо, Арнульфо Домінгуез, Ігнасіо Асунсоло та Луіс Ортіс Монастеріо. Останній давав своїм учням повну свободу створювати те, що вони хотіли. Вона закінчила п'ятирічну програму лише за три роки, ставши однією з перших жінок-випускниць школи разом з Гелен Ескобедо, Ангелою Гуррією та Гелесом Кабрерою.
У 1944 році Маламуд вийшла заміж за Самуеля Рубінштейна, з яким у неї було двоє дітей Етель і Маурісіо. Коли її діти були маленькими, вона ставила своє мистецтво здебільшого на перерву, лише працювала інколи у коридорі, де було трохи світла. До 1952 року у неї не було студії, яку вона б ділила з іншим художником і яка дозволила б їй відокремити свою роботу від сімейного життя. Вона розпочала свою кар'єру всерйоз у 1954 році.
У 1967 році Маламуд розлучилася зі своїм першим чоловіком, вийшовши заміж в 1979 році за письменника і журналіста Сержіо Нудельштеєра. Пара підтримувала роботу один одного, відвідуючи конференції та виставки разом, навіть спільно використовуючи робочий простір, наполовину студію скульптури та половину офісу.
Тося Маламуд померла 16 липня 2008 року в Мехіко.

## Кар'єра
Незважаючи на те, що Маламуд закінчила університет у 1943 році, вона не почала свою кар'єру серйозно до 1954 року. В тому році у неї було дві важливі виставки, одна — в Салоні Мексиканської пластики, а друга — в Гаврській галереї Centro Deportivo Israelita, яка привернула її роботи до відома критиків. Її скульптура відрізнялася від більшості інших мексиканських, оскільки підкреслювала зображення руху. Її кар'єра тривала до самої смерті, і за цей час вона провела понад сорок індивідуальних виставок у Мексиці, США, Канаді, Іспанії, Нідерландах, Болгарії та Ізраїлі та брала участь у багатьох інших колективних виставках. Серед основних ранніх виставок — одна в Палаці образотворчих мистецтв Мехіко у 1959 році та виставка скульптур в Олімпійському селі для Літніх Олімпійських ігор 1968 року. Під час останньої події один із творів «La maternidad» (Материнство) був викрадений і повернутий, і сьогодні його можна побачити в Музеї сучасного мистецтва в Мехіко. Її остання велика виставка ще за життя тривала з листопада 2007 р. по березень 2008 р. в Мексиканському інституті соціального забезпечення на Проспекті Реформи в Мехіко, і куратором був її син Маурісіо. Ця подія була ретроспективою, яка проводилася спільно з випуском її автобіографії, але художниця не могла бути присутньою через стан її здоров'я.
Роботи Маламуд можна знайти як у приватних, так і в державних колекціях як Мексики, так і за кордоном. Частина її робіт була спонсорована урядом Мексики через Департамент культури Секретаріату закордонних відносин та стару Національну раду з туризму. Маламуд створила тридцять вісім монументальних виробів із бронзи та каменю, які постійно експонуються в установах та громадських приміщеннях Мексики, ще чотирнадцять — в інших країнах. Серед бюстів відомих діячів — бюст письменника І. Л. Переца, який знаходиться в районі Nuevo Colegio Israelita, кілька Альберта Ейнштейна в Парку Мексики та на Факультеті наук університету Тель-Авіва, Росаріо Кателланоса на Факультеті філософії та літератури НАУМ, Франца Кафка в Національній бібліотеці Мексики, разом із Мігелем Ідальго, Хосе Марією Морелосом і Павоном, Беніто Хуаресом та Венустіано Карранса, розташованими в Мексиканському корпусі Тель-Авівського університету. Інші види скульптур включають La maternidad (Материнство) у Музеї сучасного мистецтва, La familia (Сім'я) перед Лікарнею XII століття у Мехіко, Pareja Amorosa (Закохана пара) у місті Монтеррей, La Madre (Мати), Primera maestro (Перший вчитель) в Centro Deportivo Israelita та Пенелопа розташована на Проспекті Реформи. Деякі з них стали іконами, серед яких La famila (Сім'я) в Лікарні XXI століття та інша — Viento (Вітер), яка зараз є символом Музею сучасного мистецтва у Морелії.
Маламуд була членом Салону Мексиканської пластики, Товариства географії та статистики, Інтернаціональної Академії Томмазо Кампанелла в Римі та Іспанської асоціації художників та скульпторів у Мадриді. У 2008 році її біографія під назвою «Тося Маламуд, матеріал, що лежить в основі форми» була опублікована CONACULTA (Національна рада з питань культури і мистецтв), а в 2009 році Салон Мексиканської пластики провів посмертну данину поваги.

## Художність

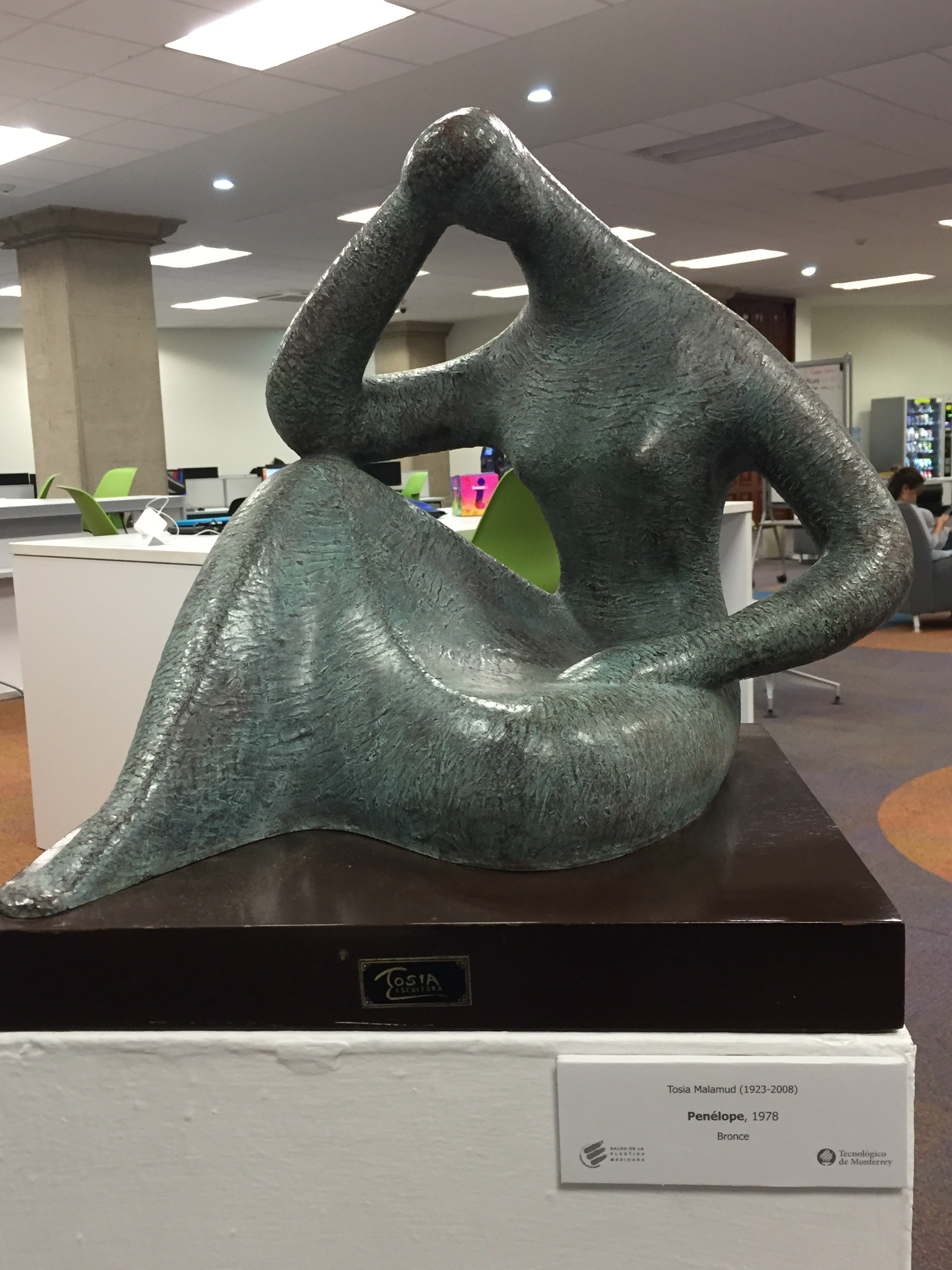

На роботу Маламуд під час школи та після неї вплинули її вчителі, особливо Фернандо Ортіс Монастеріо та Ігнасіо Асунсоло, які мали як консервативні, так і ліберальні елементи. Після закінчення університету її не цікавив рух Мексиканський муралізм та його націоналізм, який був домінуючим на той час, скоріше, вона віддала перевагу більш міжнародному світогляду. Вона виступила проти мексиканського мистецтва з кількох причин. Спочатку в мексиканському мистецтві переважали чоловіки, особливо монументальна скульптура. Скульптура взагалі була на той час менш цінована, ніж живопис, особливо фреска. Протягом своєї кар'єри вона зосередилася на скульптурі, в основному працюючи з бронзою та мармуром, а також експериментувала з іншими матеріалами, такими як акрил, камінь та кераміка. Маламуд створювала твори невеликих, середніх та монументальних розмірів.
Тося Маламуд головним чином створила два види скульптури. Її вважали найкращим скульптором-бюстів у Мексиці свого часу, який здебільшого виявляв класичний вплив. Роботи без бюстів переважно зосереджені на таких темах, як материнство, діти, жіноче тіло, тіла в русі та пози, що вказують на роздуми. Незадовго до смерті вона заявила, що її основною темою завжди була любов у різних її формах, оскільки вона вважала, що це основа життя. Ці роботи класифікують як абстрактний фігуративізм і виконані із бронзи, каменю та дерева. Однак вони демонструють вплив неофігуративізму, імпресіонізму, кубізму, мистецтва фентезі та напів абстрактного мистецтва. Попри те, що Маламуд не була частиною мексиканського руху муралізму, на її мистецтво також вплинула мексиканська культура, особливо її доіспанські елементи.